# 火獣目
火獣目（かじゅうもく、学名:Pyrotheria）とは、かつて南アメリカにのみ生息していた絶滅した蹄を持った動物の一つ。また、この目はピロテリウム科しか含まれない。

## 概要
この目は、雷獣目とならんで他の午蹄中目の目たちと比べて比較的小さいグループであるが、割と特殊化の進んだグループであり、一時期はアフリカに広く分布していた。進化する前の旧世界の長鼻類の姿に少し似ている。

## 名称
この名称の由来はpyro（火）＋therium（獣）の意のピロテリウムからとられた名前。また、ピロテリウムは火山灰の地層から発見されたことが由来。

## 形態
外見はあまり現生の哺乳類のような見た目はしていない。丈夫な頬骨弓を持ち、鼻孔は少し後退していて、少し長い鼻を持っていたことがわかっている。歯は、低歯冠であり、上顎切歯二つが牙のようになっていて、下顎第一切歯も牙になっている。この目の頬歯の稜線は長鼻類のデイノテリウム亜目に類似している。

## 分布
南アメリカのみ。

## 分類
この科はAmeghino（1889）によって提唱され、化石記録が乏しく、他の目との系統関係の詳しいことはわかっていない。形態の節でも述べた通り、デイノテリウム亜目に形態が似ており、長鼻類と近縁とする説があるが、ただの並行進化だと今は考えられている。それとは別にウインタテリウム類と近縁だったという説もある。また、異蹄目をこの目に含ませるという説もある。この記事では含めないことにする。

### 上位分類
- 動物界 Animalia
  - 脊索動物門 Chordata
    - 脊椎動物亜門 Vertebrata
      - 哺乳類 Mammalia
        - 有胎盤類 Placentalia
          - 午蹄中目 Meridiungulata
            - 火獣目 Pyrotheria
              - ピロテリウム科 Pyrotheriidae

### 下位分類
- 火獣目 Pyrotheria
  - ピロテリウム科 Pyrotheriidae Ameghino, 1889
    - Genus Baguatherium Salas, Sánchez & Chacaltana, 2006
    - Genus Pyrotherium Ameghino, 1888
    - Genus Archaeolophus Ameghino, 1897
    - Genus Carolozittelia Ameghino, 1901
    - Genus Colombitherium Hoffstetter, 1970
    - Genus Griphodon Anthony, 1924
    - Genus Propyrotherium Ameghino, 1901
    - Genus Proticia Patterson, 1977

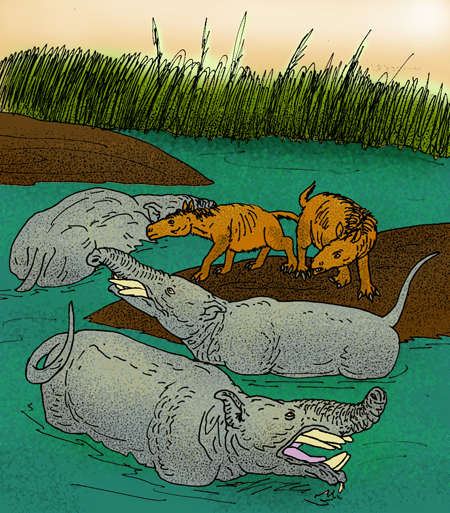
ピロテリウム （romeroi 種）と リンキップス （equinus 種）
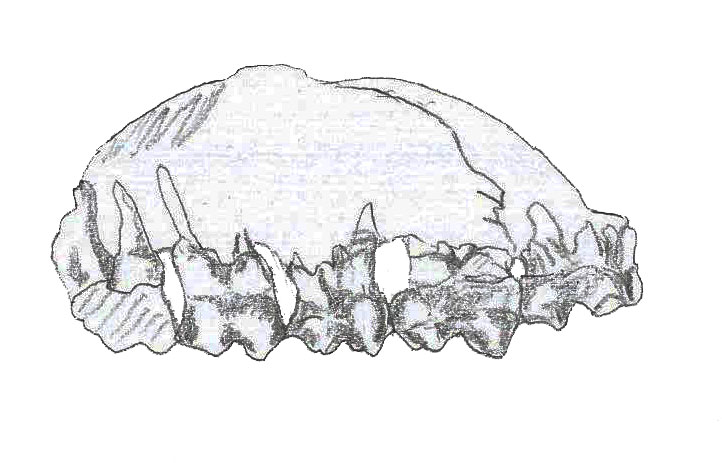
Colombitherium tolimense　の　顎骨